# Bajor Imre
Bajor Imre (Budapest, 1957. március 9. – Veszprém, 2014. augusztus 6.) magyar színész, humorista.

## Életpályája
Bajor Rezső és Hodálik Judit gyermekeként született 1957. március 9-én. Két gyermeke van Hámori Eszter színésznőtől, Lili és Marcell. Színészi pályáját az Állami Déryné Színházban kezdte 1976-ban, 19 évesen. Színházi karrierjének alakulásában Verebes István játszott fontos szerepet, amikor a színházi körökben frekventált, Balettcipő nevű lokálban felfedezte tehetségét. 2012-ben így vallott erről: „nagyon fiatal, ismeretlen fiú voltam, és már akkor is én szórakoztattam az ott lévő társaságot. Pista kérdezte, mivel foglalkozom, mert ez hihetetlen, amit ott előadok […]”. Verebes ajánlására Berényi Gábor, a Játékszín igazgatója adott neki egy kisebb szerepet egy gyerekdarabban, majd a Verebes István által rendezett Hyppolit, a lakáj című darabban már neves színészek között játszott. Sok rendezővel dolgozott, de legtöbbet Verebessel. Idővel kapcsolatuk barátsággá alakult.
1984-től öt éven át az Állami Déryné Színház színésze volt, majd 1989-től a Játékszínben játszott, 1999-től szabadfoglalkozású színészként dolgozott, emellett az abban az évben indult Heti Hetes állandó tagja volt. Számos színpadi darabban feltűnt, de a Szomszédok című tévésorozat szerzett számára országos ismertséget, ahol 77 epizódban Oli urat, a női fodrászt alakította. Horváth Ádám a Hyppolit, a lakáj kétszázadik előadásán látta meg őt és ötlötte ki számára a fodrász szerepét.
Az Árpa Attila által rendezett Pasik! című sorozatban 2000–2003 között forgatott és játszotta Palika szerepét. A filmezés is fontos volt a számára, szerepelt többek között a Meseautó című, közönségsikert aratott 2000-es remake-ben, amelyben az eredetileg Kabos Gyula által alakított komikus karaktert formálta meg. 2004-ben Tímár Péter Le a fejjel! című produkciójában Hernádi Judit és Gálvölgyi János partnere volt. Nagy népszerűségre tett szert, több show-ba meghívták, és Csóközön című önálló estjével bejárta az országot. Az 1990-es évektől a Rádiókabarék meghatározó szereplője volt; széles körben ismertté vált, itt elhangzott produkciójának refrénje: „én, a Gyula, meg az Ottó, a Tóth Ottó”.
A fellépések előtt mindig lámpalázzal küzdött különösen akkor, amikor több év kihagyás után állt ismét színpadra. Ez történt a Verebes István által rendezett Mágnás Miska operettszínházi premierjén, ahol Oszvald Marikával játszotta a címszerepet. „Létezik egyfajta elvárás velem szemben, amelynek meg kell felelnem. Minden este meg kell nyerni a közönség szívét, hiszen mindig mások ülnek a nézőtéren. Színre lépés előtt nap mint nap izgulok, de ez jó fajta stressz. Ha már nem lenne, akkor abba kéne hagynom a pályát” – mondta egy interjúban.
Többször szinkronizált is, pl. a Jó reggelt, Vietnam! című filmben ő volt a főhőst alakító Robin Williams, a Dr. Dolittle 2. részében pedig az Archie-t, a cirkuszi medvét szinkronizáló Steve Zahn magyar szinkronhangja.
2008-ban egy VII. kerületi, Dob utcai 216 négyzetméteres alagsori helyiségben egy üzlettársával éttermet nyitott, amelyet Kicsihuszárnak nevezett el. Egy évvel később azonban az étkezde csődbe ment, ezért a helyiséget áron alul értékesítenie kellett.
2010 januárjában otthonában összeesett, majd kórházba szállították kimerültség miatt, később kiderült, hogy vérnyomásproblémái vannak. Két és fél hónapos kényszerpihenő után tért vissza a színpadra és a Heti Hetesbe. 2013-ban újra beteg lett, 2014 elején ismét kórházba került, kiderült, hogy agydaganata is van. A kínai Kantonba is elutazott gyógykezelésre, de végül az ottani orvosok mégsem kezelték. 2014. augusztus 6-án, 57 éves korában hunyt el agydaganatban.
Szabadidejében gyakran tartózkodott a Fejér megyei Fülén, ahol volt egy háza.

## Színpadi szerepek
A Színházi adattárban regisztrált bemutatóinak száma 43.
- Benedek András: Firlefánc, a varázsló – Vince[m 2]
- Zsolt Béla: Erzsébetváros – Beck
- Woody Allen: Lebegő fénybuborék – Jerry Wexler
- William Somerset Maugham: Örökké téged – Bill
- Csóközön (önálló est)
- Vadnay László – Harmath Imre – Márkus Alfréd: A csúnya lány – Stux Arthur
- Molnár Ferenc: A jó tündér – Dr. Spórum
- Molnár Ferenc: A doktor úr – Puzsér
- Zágon István – Nóti Károly: Hyppolit, a lakáj – Makáts Csaba
- Bakonyi Károly – Szirmai Albert – Gábor Andor: Mágnás Miska – Miska
- Alistair Beaton: Mosolykommandó – Eddie
- Fodor László – Lakatos László: Helyet az ifjúságnak – Ervin
- Schwajda György: Himnusz – tanácsi előadó
- Vajda Anikó – Vajda Katalin: Így játszunk mi – Konrád
- Eörsi István: Jolán és a férfiak – Simi
- Békeffi István – Stella Adorján: Janika – Adorján
- Giulio Scarnicci – Renzo Tarabusi: Kaviár és lencse – Leonida Papagatto
- Franz Arnold – Ernst Bach: Apa csak egy van? – Gottfried
- Csongrádi Mária: A hercegnő és a varázsló – Kuffeh, a varázsló
- Csongrádi Mária: Ali Baba és a rablók – Ali Baba
- Szigeti József: A vén bakancsos és fia a huszár – Frici
- Vajda Anikó – Vajda Katalin: Villa Negra – Papa
- Sármándi Pál: Peti meg a róka – Róka
- Szomory Dezső: Szabóky Zsigmond Rafael – Verpeléty
- Szép Ernő: Aranyóra – rendőrfogalmazó
- Békés Pál: A kétbalkezes varázsló – étekfogó[m 3]
- Lázár Ervin: A hétfejű tündér – Kisfejű Nagyfejű Zordonbordon
- Csurka István: Az idő vasfoga – Miska
- Jaroslav Hašek: Švejk – főorvos
- Heltai Jenő: Szépek szépe – Szikora gróf
- Hollós Korvin Lajos: Pázmán lovag – udvarmester
- Sármándi Pál: Peti három kívánsága – róka
- William Shakespeare: Rómeó és Júlia – harmadik őr
- Jevgenyij Svarc: Hétköznapi csoda – második animátor
- Szamuil Marsak: A bűvös erdő – kancellár
- Ron Clark – Sam Bobrick: Én, Te Őt! – Paul[m 4]

## Filmjei
| - Nyom nélkül (1982) - Sortűz egy fekete bivalyért (1985) - Képvadászok (1985) - Hótreál (1987) - Zuhanás közben (1987) - Az új földesúr (1989) - Emberrabló lányok (1990) - Vörös vurstli (1991) - Meseautó (2000) - Le a fejjel! (2005) - Egy szoknya, egy nadrág (2005) - Szuperbojz (2009) | - Peches ember ne menjen a jégre (1980) - Szeszélyes évszakok (1981) - Villanyvonat (1984) - Aranyóra (1987) - Linda (1986–1989) - Álombolt (1988) - Jolán és a férfiak (1989) - Freytág testvérek (1989) - Angyalbőrben (1990) - Kárpót medence – Élő hócipő (1991) - Szomszédok (1990–1993) - Família Kft. (1991) - Gombuktu (1998) - TV a város szélén (1998) - 7-es csatorna (1999) - Pasik! (2000–2003; az RTL Klub sorozata) - Bajor-show (2004) |

## Lemezei
- Rock and Roll a fotelből (2007)[24]
- Én, a Gyula, meg a Tóth Ottó (2007)
- A békakirályfi és még egy izgalmas Grimm mese

## Díjai
- Rádió nívódíj (1995, 1996)
- A Magyar Köztársasági Érdemrend kiskeresztje (1997)
- Karinthy-gyűrű (1999)
- Story Ötcsillag-díj (1999) – az év színésze
- A Magyar Köztársasági Érdemrend tisztikeresztje (2007)
- Pepita-díj (2008)
- Bonbon-díj (hét alkalommal, 1998 és 2004 között minden évben)
- Zugló posztumusz díszpolgára (2024)[25]

## Könyvek róla
- Ruttka Ildikó: A Bajorimi (Kossuth Könyvkiadó, Budapest, 2001) ISBN 963006491X
- Ruttka Ildikó: Bajorimi, a Kicsihuszár (Kossuth Könyvkiadó, Budapest, 2014) ISBN 9789630981477